# Mars 1974

## Évènements
- Au Chili, les militaires rendent public un « manifeste » dans lequel ils affirment que le régime ne serait pas une parenthèse et qu’ils ambitionnent la création d’une « démocratie purgée de ses vices ».

- 1er mars, France : gouvernement Pierre Messmer (3).

- 3 mars, France : accident aérien du Vol 981 Turkish Airlines près de Senlis. 346 morts.

- 4 mars : 
  - Sein Win devient premier ministre de Birmanie (fin en 1977).
  - Début du ministère travailliste d'Harold Wilson, Premier ministre du Royaume-Uni (fin en 1976).
    - Après la chute du gouvernement conservateur d’Edward Heath, très favorable à l’Europe, le travailliste Harold Wilson entend renégocier les conditions d’entrée de son pays dans le Marché commun, avant de se contenter, devant le tollé de ses partenaires, de demander l’allégement de la contribution britannique au budget communautaire (compromis de mars 1975).
    - Les travaillistes continuent une politique interventionniste. Wilson augmente les impôts, nationalise l’industrie aéronautique, la construction navale et British Leyland, tandis que Chrysler UK bénéficie de larges subventions.

- 6 mars : fin de la grève des mineurs du charbon au Royaume-Uni.

- 8 mars :
  - France : inauguration de l'aéroport actuel Charles de Gaulle;
  - France : manifestations étudiantes et lycéennes contre la loi Fontanet.

- 12 mars : Carlos Andrés Pérez, réformiste au pouvoir au Venezuela (fin en 1979).

- 14 mars (Portugal) : destitution des généraux António Spínola et Francisco da Costa Gomes et échec de la mutinerie du 5° régiment d’Infanterie.

- 15 mars : 
  - Ernesto Geisel devient président du Brésil. Libéralisation sous contrôle de la vie politique. Arrivé au pouvoir, le général Ernesto Geisel et son conseiller le général Golbery lancent un processus d’ouverture (distensão) qui répond essentiellement à un souci de remédier à des problèmes internes à  l’institution militaire. En vue des élections législatives de novembre, la censure de la presse est levée, et les élections sont moins truquées qu’à l’accoutumée. L’opposition, réunie dans le MDB (Movimento Democrático Brasileiro), atteint 50 % des voix aux sénatoriales contre 34,7 % pour le parti officiel ARENA (Aliança Renovadora Nacional). Le gouvernement réagit en s’assurant le contrôle du travail législatif et en empêchant toute progression de l’opposition.
  - Rallye automobile : arrivée du Rallye Safari.

- 18 mars : 
  - Prise d'Oudong, ancienne capitale royale du Cambodge, par les Khmers rouges. La ville est rasée et la plupart de ses 20 000 habitants sont déportés ou exécutés.
  - Sadate obtient toutefois la levée de l’embargo sur le pétrole.

- 26 mars :
  - Annonce de la libération de tous les prisonniers politiques au Sénégal[1].
  - France : record de vitesse du Concorde établi à Mach 2,23.

- 29 mars : 
  - Nicolae Ceaușescu président de la République populaire roumaine.
  - France : circulation du dernier train commercial à vapeur.

- 30 mars, (Formule 1) : Grand Prix automobile d'Afrique du Sud.

- 31 mars : création de British Airways.

## Naissances
- 2 mars : Djamel Khali, taekwondoïste français.
- 3 mars : Anne Fakhouri, autrice française de fantasy († 9 novembre 2022).
- 5 mars : 
  - Larbi Benboudaoud : judoka français.
  - Eduardo Dávila Miura, matador espagnol.
  - Matthieu Delormeau, animateur, chroniqueur et producteur de télévision français.
- 10 mars : « El Cid » (Manuel Jesús Cid), matador espagnol.
- 14 mars : Grace Park, actrice et mannequin américaine.
- 15 mars : 
  - Percy Montgomery, rugbyman sud-africain.
  - Vaughan Gething, personnalité politique britannique.
- 17 mars : Dorin Recean, Homme politique moldave.
- 18 mars : 
  - Przemysław Wojcieszek, réalisateur de cinéma polonais
  - Christophe Bourdon, journaliste, scénariste et réalisateur belge.
- 28 mars : José Antonio Canales Rivera, matador espagnol.

## Décès
- 10 mars : Bolesław Kominek, cardinal polonais, archevêque de Wrocław (° 23 décembre 1903).

- 17 mars : Louis Khan, architecte
- 23 mars : Clotilde Joano